# Fiat Strada
Fiat Strada — субкомпактный пикап, выпускающийся с 1998 года итальянской компанией Fiat. Автомобиль производится в Бразилии и продаётся в Латинской Америке. Первое поколение также собиралось в Южной Африке и экспортировалось в Европу из Бразилии.
Основанный на цельнометаллическом шасси с передним приводом, Fiat Strada разделяет платформу с такими малолитражными автомобилями Fiat, как Palio, Siena и Uno. По состоянию на 2024 год Strada является самым маленьким из трёх пикапов Fiat (первые два — Fiat Toro и Fiat Titano).

## Первое поколение (278; 1998)
Первое поколение Fiat Strada было представлено в октябре 1998 года в Бразилии. Автомобиль заменил Fiat City — пикап-версию Fiat Fiorino, являющуюся производной от Fiat Uno. Грузоподъёмность составляет 700 кг, а габариты грузового отсека — 1770 х 1314 мм.

В Европе продажи Fiat Strada начались в апреле 1999 года. Автомобиль оснащался 1,2-литровым бензиновым двигателем Fire мощностью 54 кВт (73 л. с.) или же 1,7-литровым турбодизельным двигателем мощностью 51 кВт (70 л. с.).

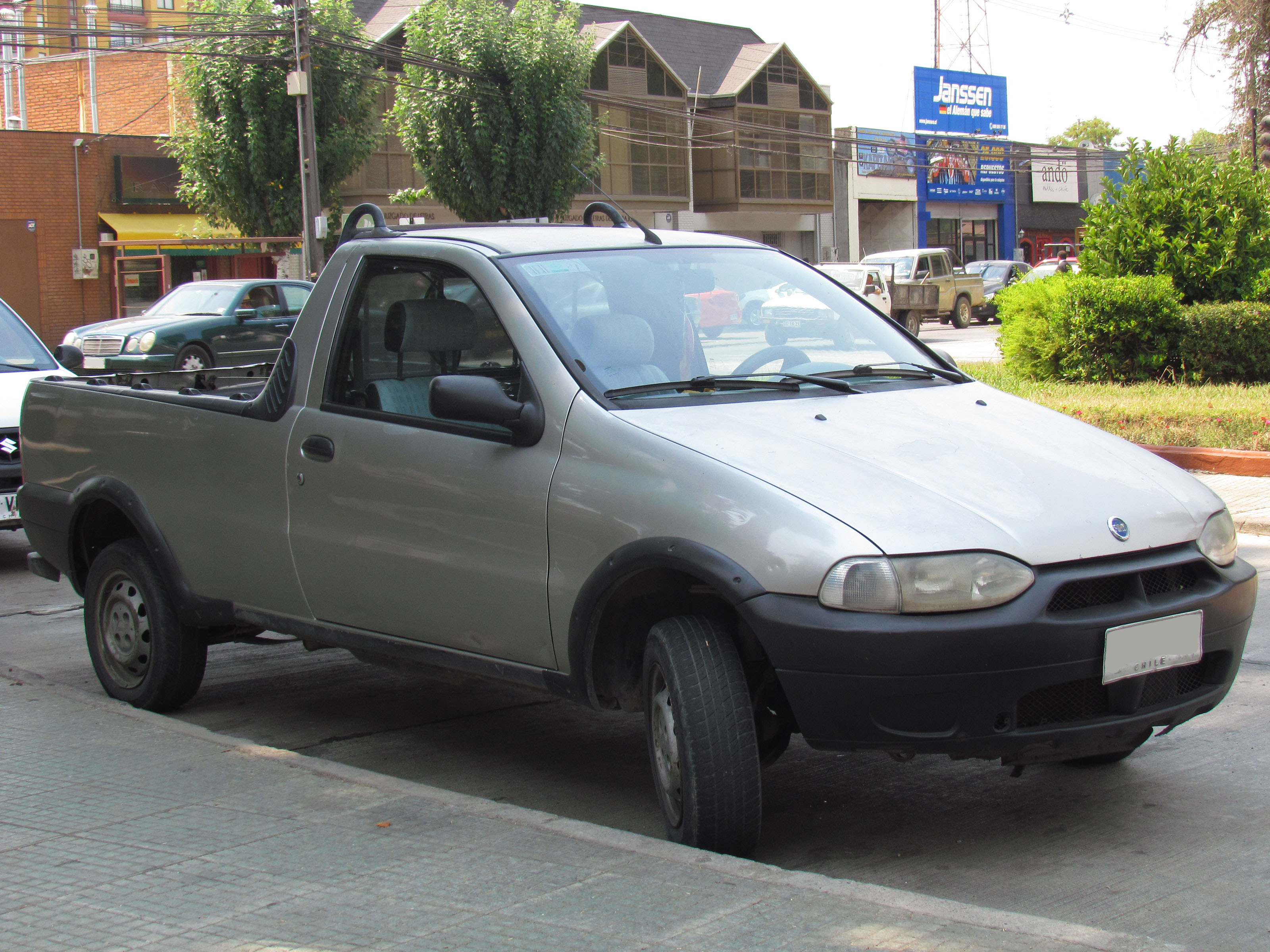
Вид спереди
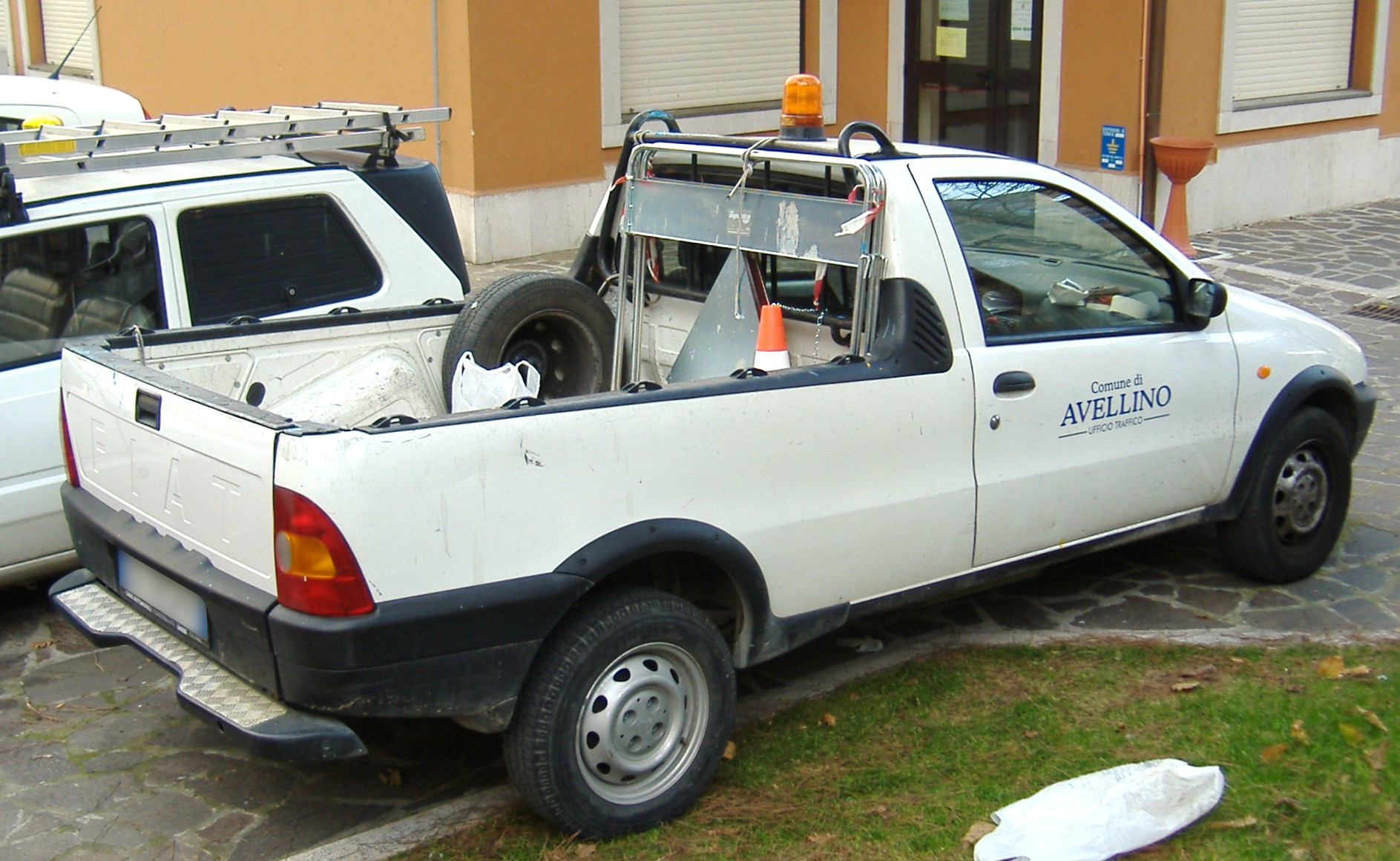
Вид сзади

### Рестайлинг 2001 года
В 2001 году Fiat Strada прошёл первый рестайлинг. Дизайн был разработан итальянским дизайнером Джорджетто Джуджаро. Изменения коснулись передней части и интерьера. В 2002 году подразделение Fiat do Brazil выпустило «внедорожную» версию, получившую название Fiat Strada Adventure.

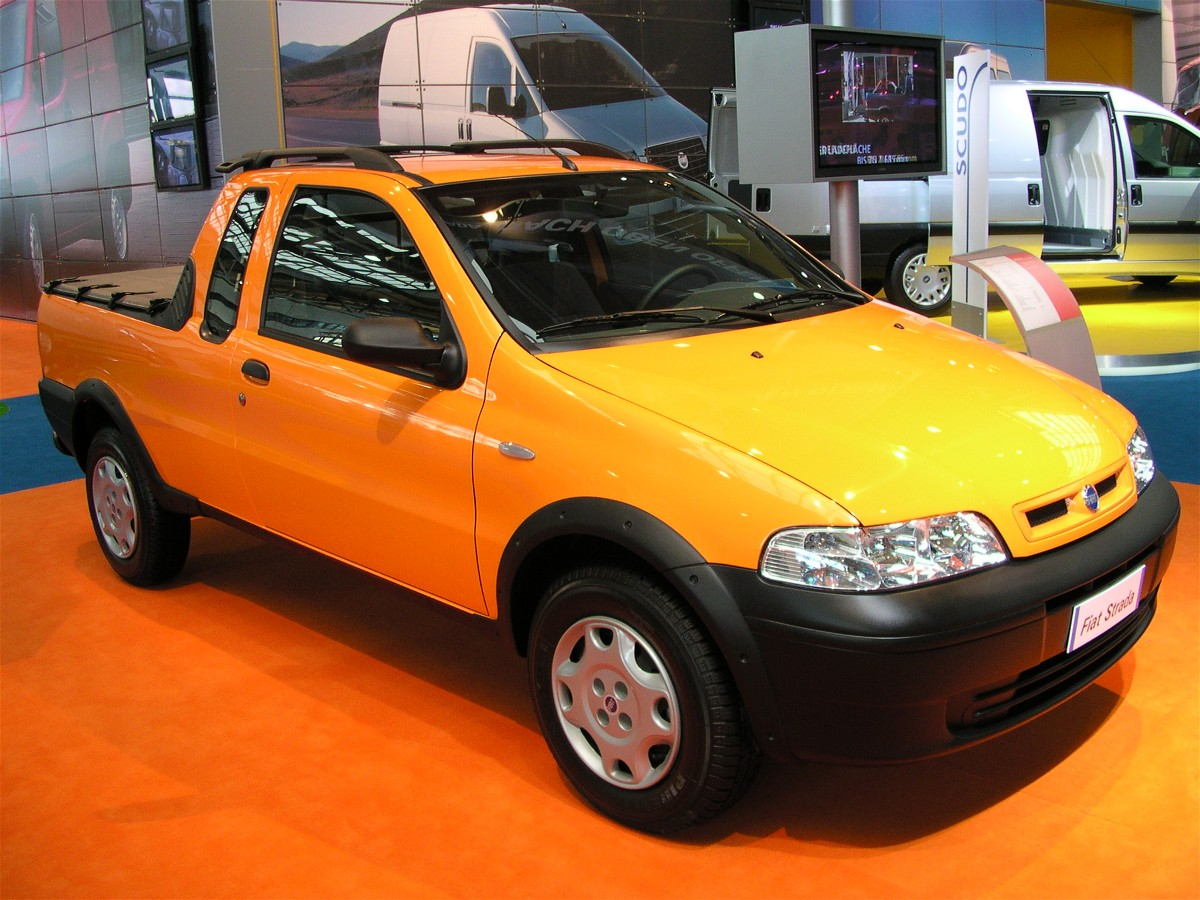
Вид спереди
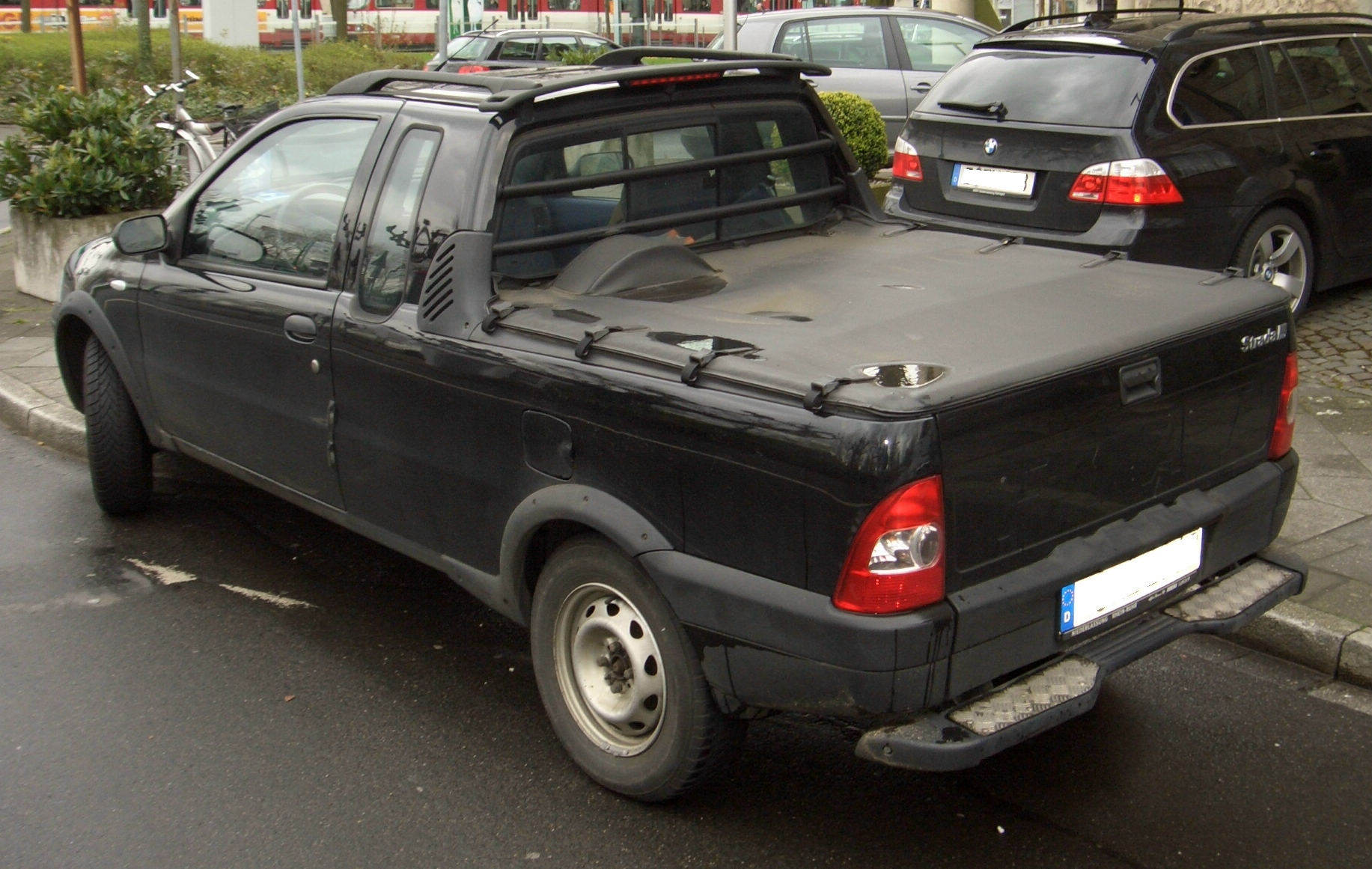
Вид сзади
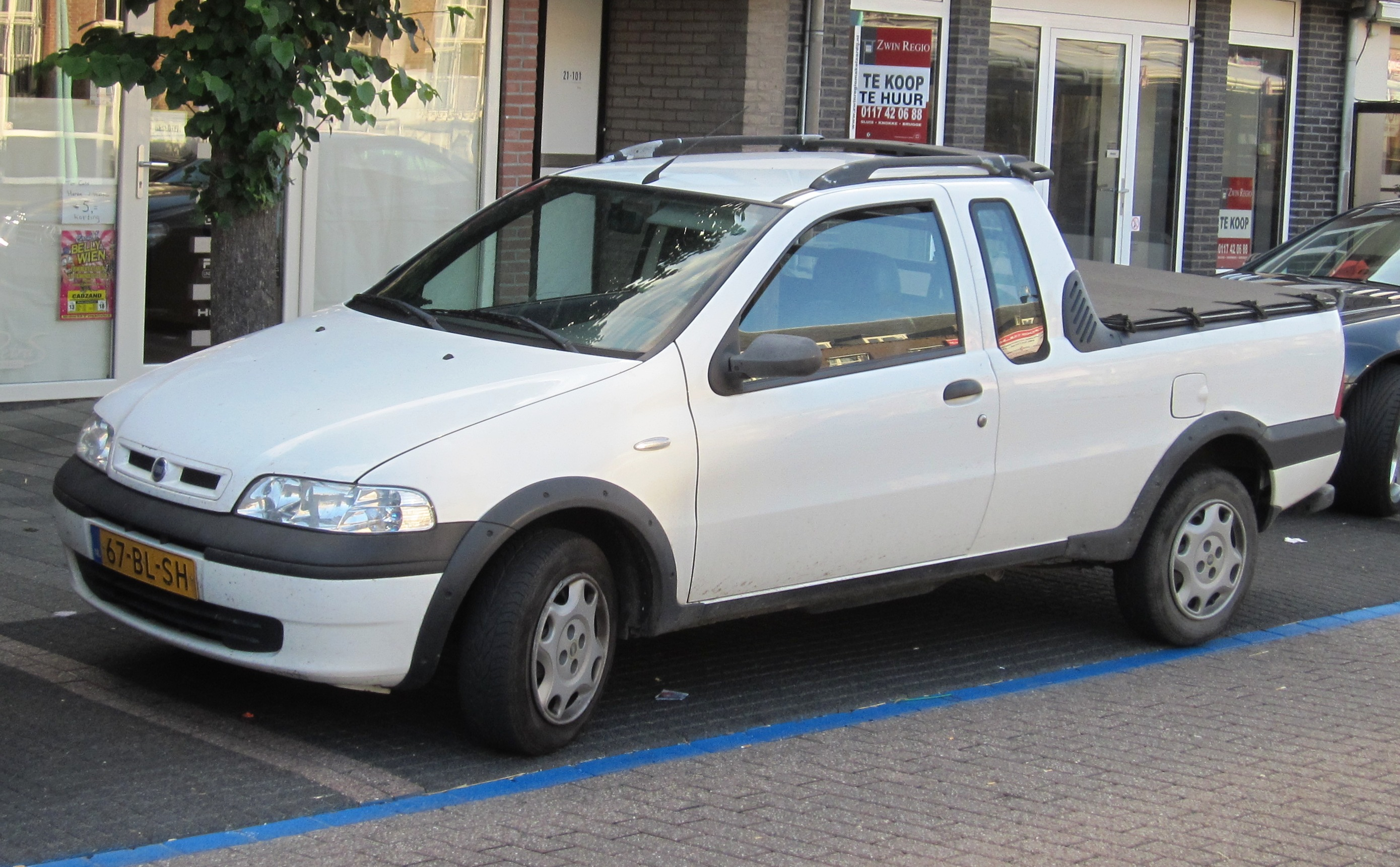
2004 Fiat Strada (Европа)

### Рестайлинг 2004 года
В 2004 году Fiat Strada прошёл второй рестайлинг. Передняя часть и интерьер были позаимствованы у Fiat Palio. Дизайн также был разработан Джорджетто Джуджаро. Также была разработана вторая версия Strada Adventure с функциями, позаимствованными у Weekend Adventure. В Европу автомобиль поставлялся с 1,9-литровым дизельным двигателем JTD.
В Южную Африку Fiat Strada поставлялся с четырьмя двигателями: 1,2-литровым Fire MPI EL, 1,6-литровым Torque MPI EL, 1,6-литровым Torque MPI ELX (с цветными бамперами и зеркалами, электростеклоподъёмниками, подушкой безопасности со стороны водителя и кондиционером) и 1,7-литровым турбодизельным EL. Модельный ряд также включал в себя версии X-Space и X-Space Adventure с 30-сантиметровой кабиной. Обе версии X-Space оснащались 1,4-литровым двигателем Fire MPI. 

В Европу Fiat Strada поставлялся с 1,3-литровым 16-клапанным дизельным двигателем Multijet мощностью 63 кВт (85 л. с.), отвечающим стандарту Евро-4.

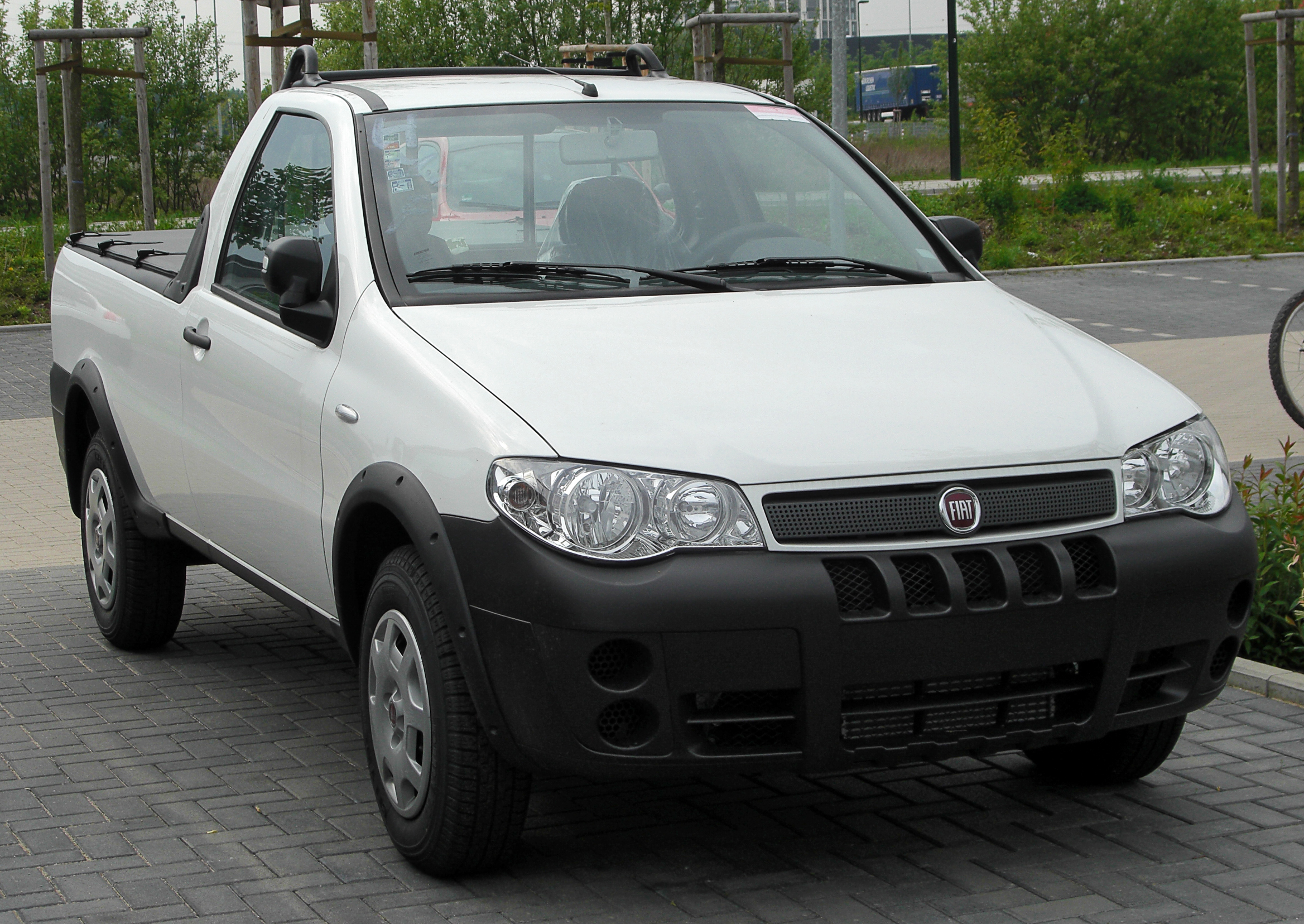
Вид спереди
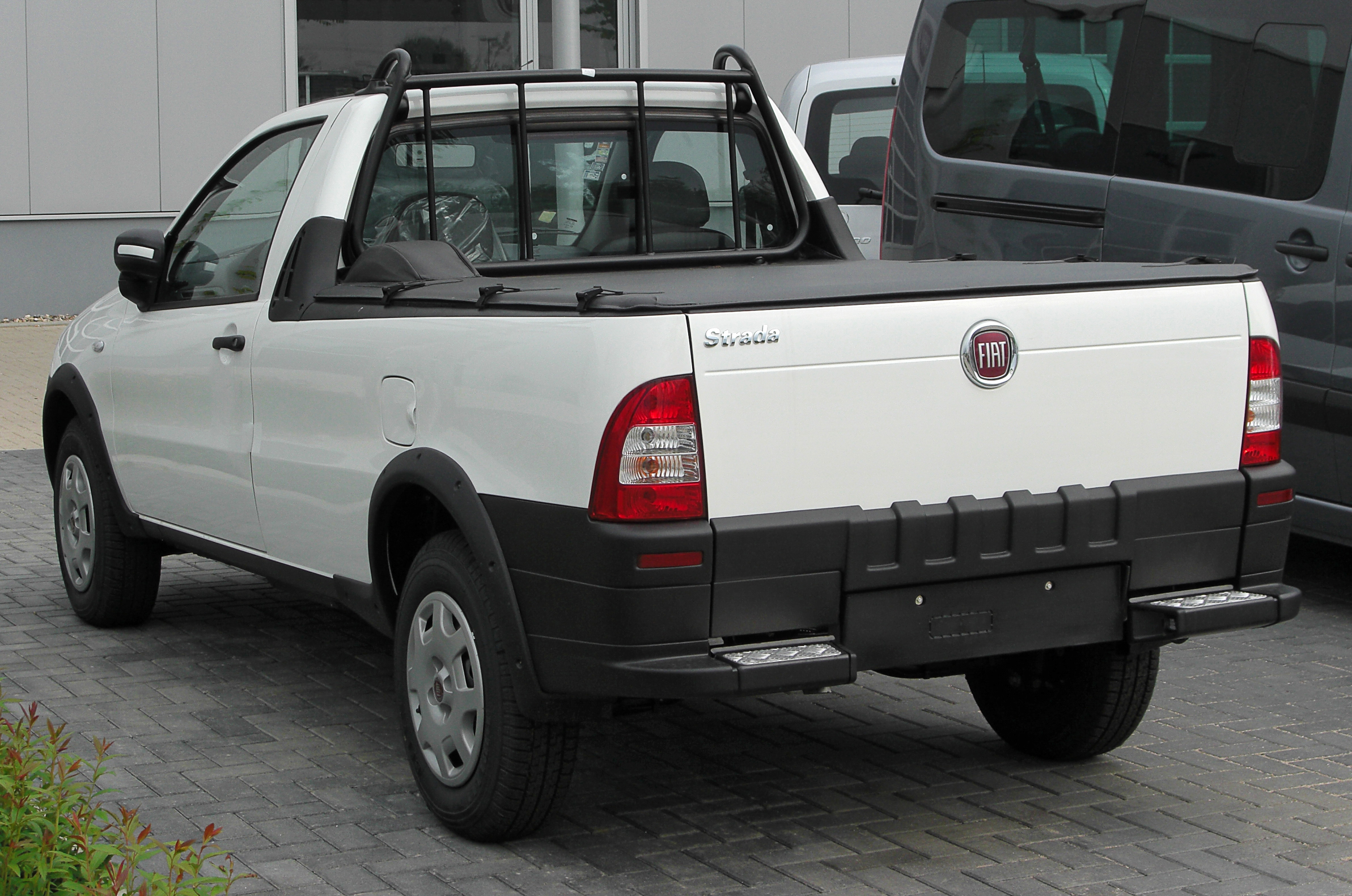
Вид сзади

### 2009—2013
Fiat Strada Mark IV был запущен в производство летом 2009 года, а продажи начались в конце того же года. В остальной части Южной Америки Strada поступил в продажу в середине 2010 года. Дизайн был разработан в стиле Fiat Granade Punto, причём многие элементы были позаимствованы у Palio и Siena. Автомобиль выпускался в комплектациях Working, Trekking, Sporting и Adventure. В 2010 году подразделение Fiat do Brazil представило двухкабинную четырёхместную версию Fiat Strada (также называемую  Strada Cabina Dupla).
В разное время Fiat Strada Mark IV оснащался 1,4-литровым 16-клапанным бензиновым двигателем Fire Flex мощностью 85 л. с. или же 1,8-литровым 16-клапанным бензиновым двигателем Ecotec Flex мощностью 114 л. с. Опционально устанавливался 1,3-литровый 16-клапанный дизельный двигатель Multijet мощностью 64 кВт (86 л. с.).

В 2012 году продажи Fiat Strada начались в Италии и на других европейских рынках.

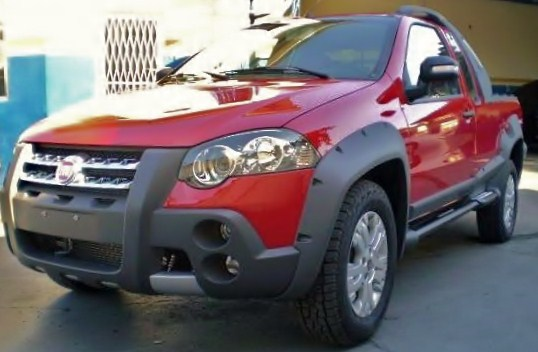
2009 Fiat Strada Adventure
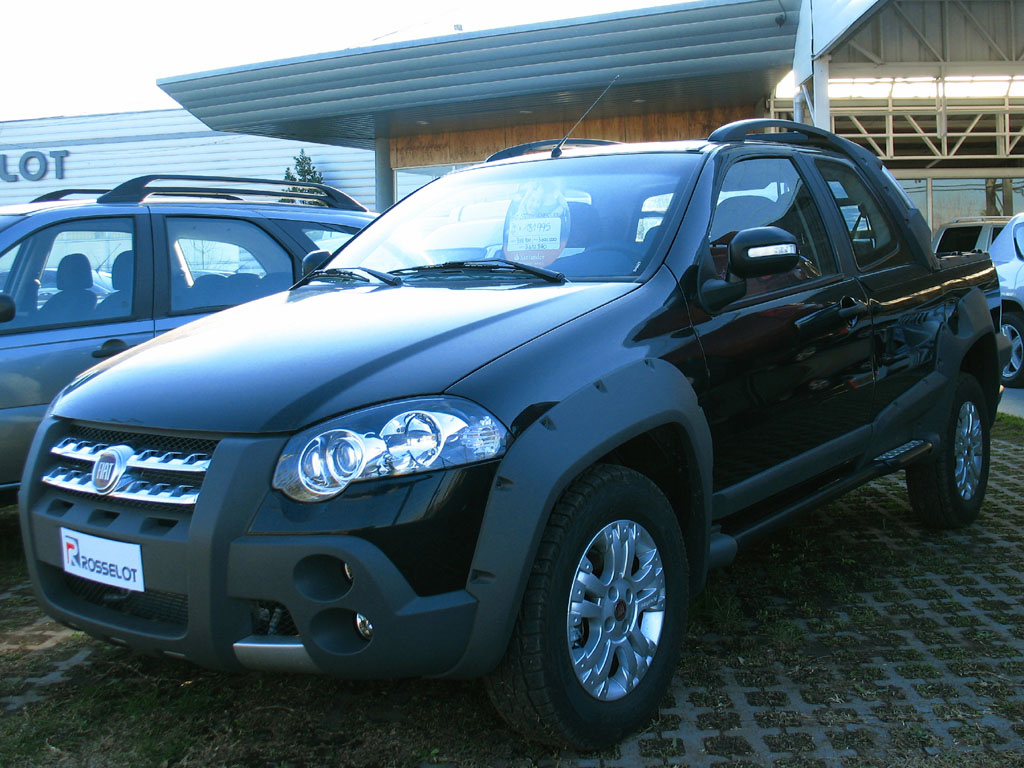
2010 Fiat Strada Adventure
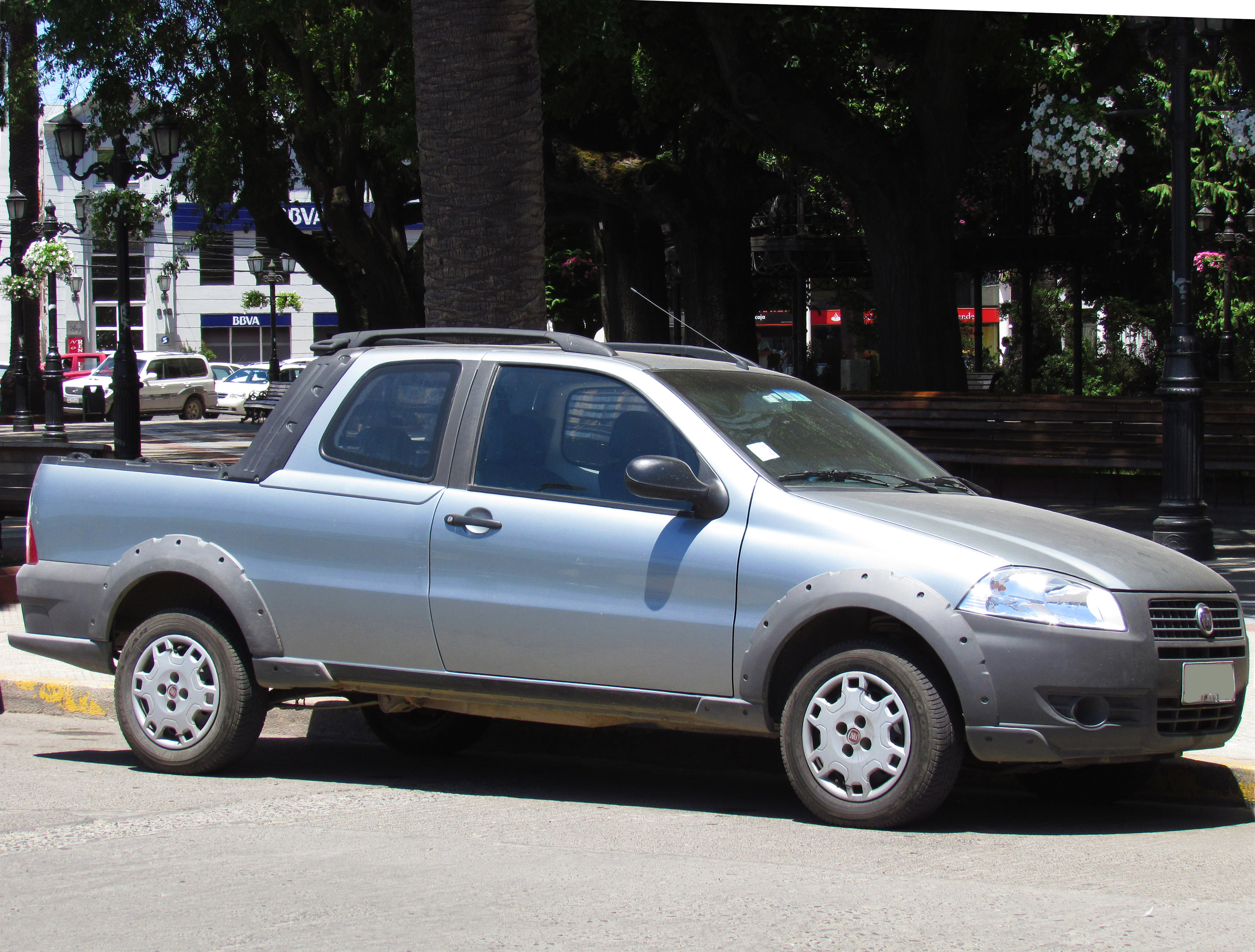
2011 Fiat Strada Working
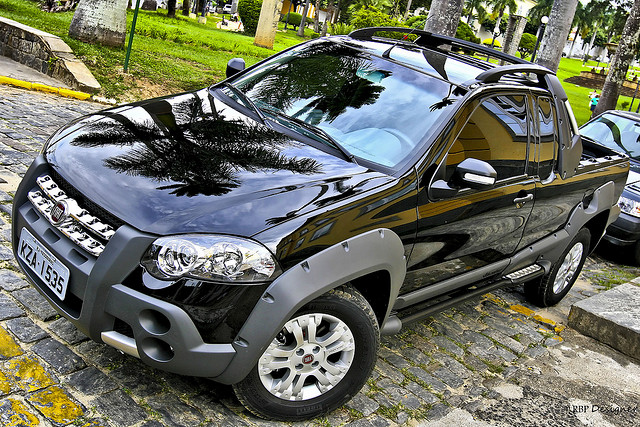
2012 Fiat Strada Adventure
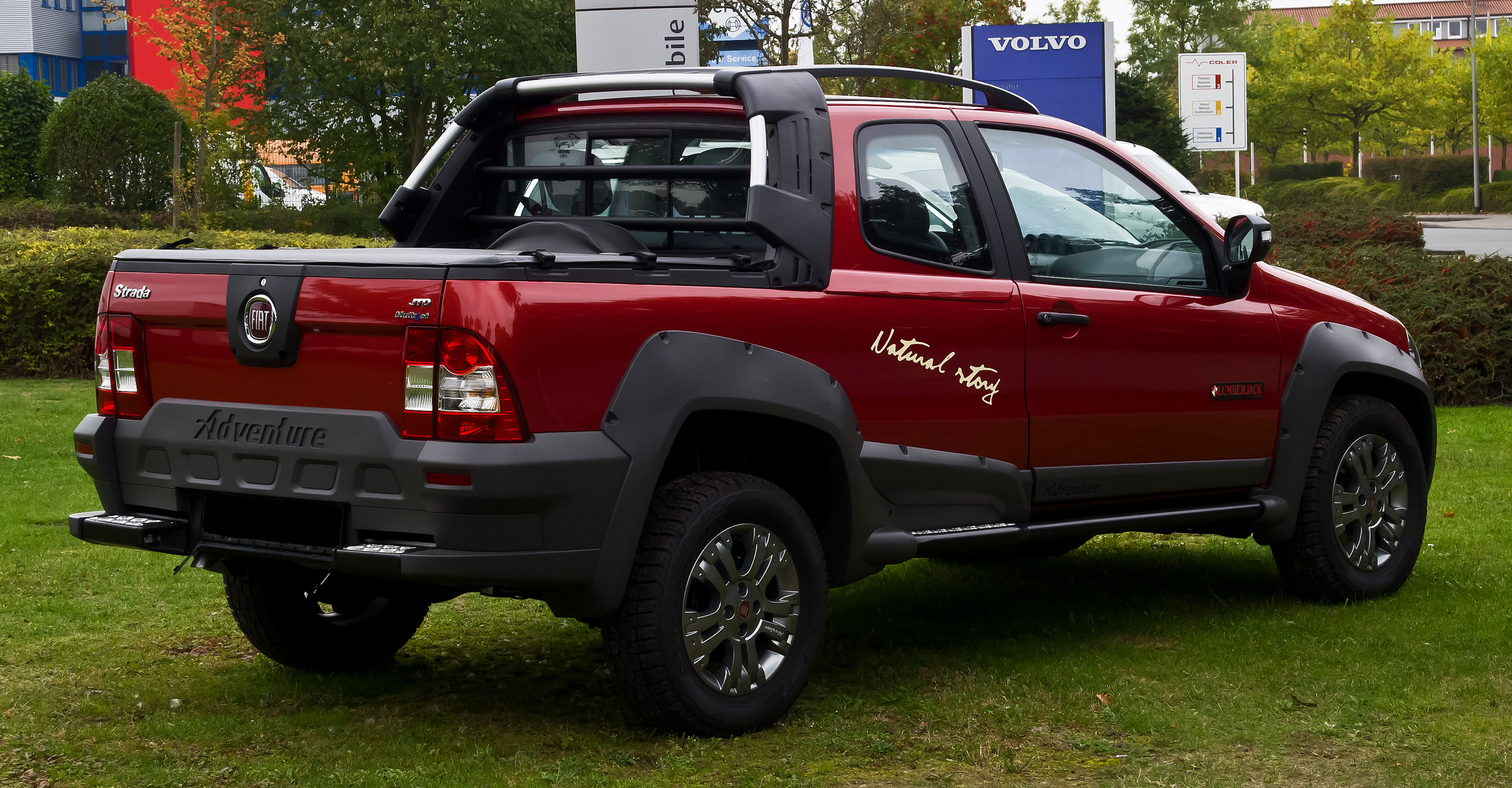
2012 Fiat Strada Adventure

### 2013—2021
В 2013 году Fiat Strada первого поколения прошёл последний рестайлинг. Изменения коснулись передней части и задних фонарей. Двухкабинная версия имела заднепетельные двери. В Южной Америке автомобиль продавался в комплектациях Working, Trekking и Adventure.
С 2015 по 2021 год для мексиканского рынка Fiat Strada выпускался компанией Ram Trucks под названием Ram 700.

К 2018 году в Бразилии было продано 1,4 миллиона единиц Fiat Strada.

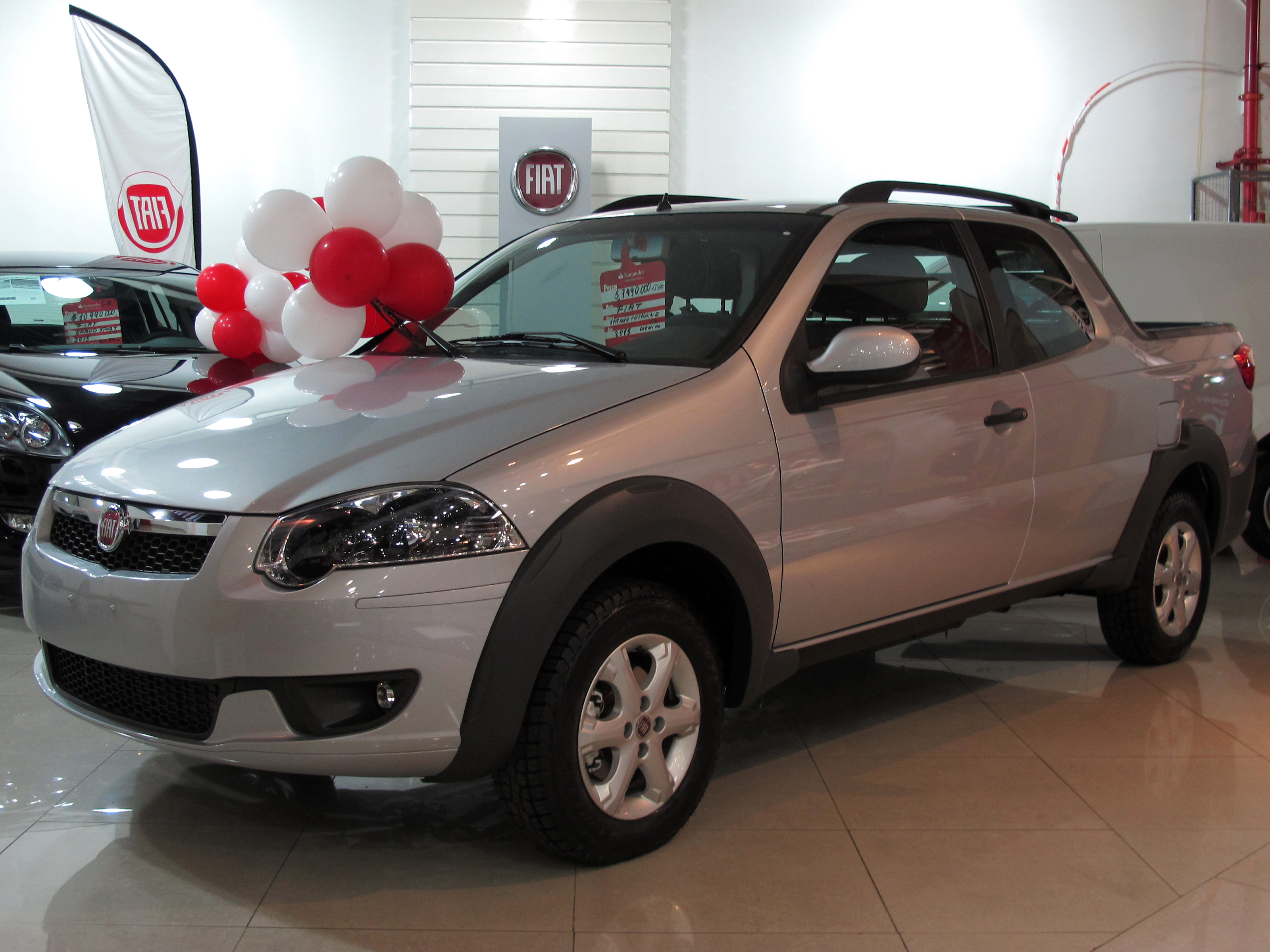
2015 Fiat Strada Trekking
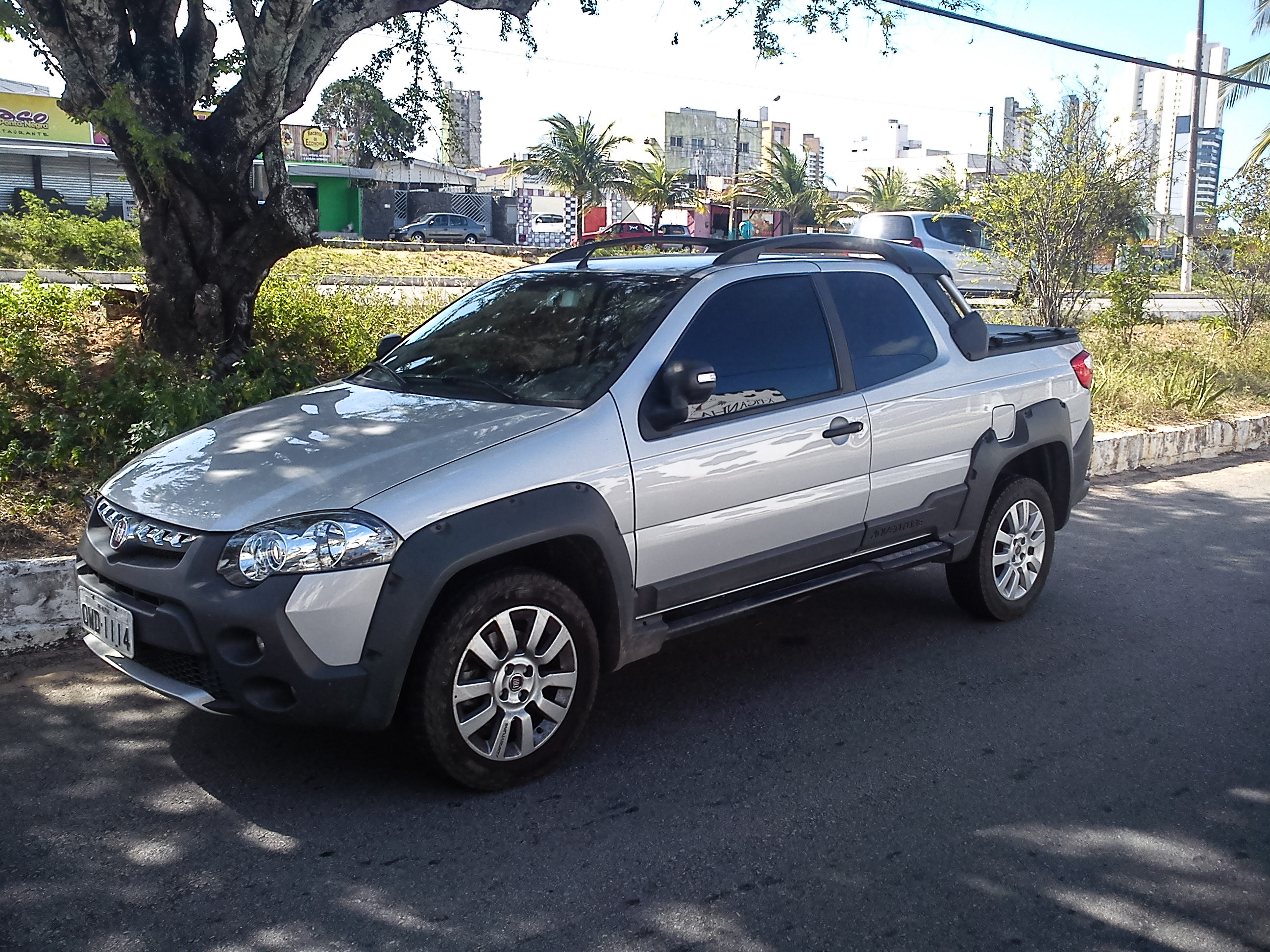
2015 Fiat Strada Adventure
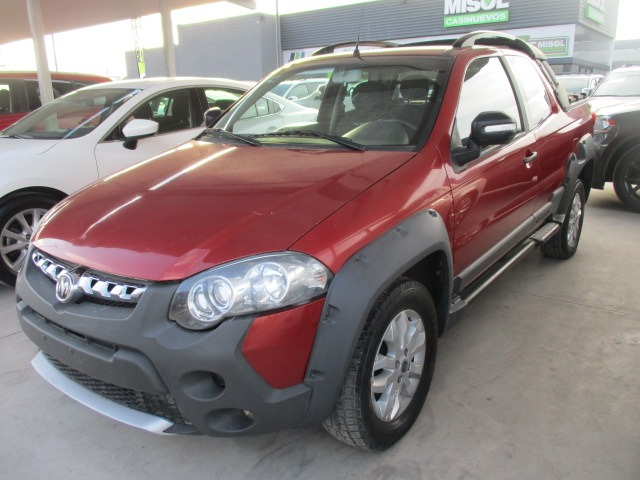
RAM 700 Adventure

## Второе поколение (281; 2020)
Второе поколение Fiat Strada (кодовое обозначение 281) было представлено 26 июня 2020 года в Бразилии. Автомобиль базируется на платформе MC-P, на которой также базируется Fiat Mobi. Задняя подвеска была позаимствована у Fiat Fiorino (327). Впервые Strada начал выпускаться в четырёхдверной конфигурации с двумя кабинами и 5 местами для сидения.
Впереди расположен большой серебристый логотип Fiat (вместо маленького серебряного круга с красным щитом внутри), а светотехника стала светодиодной. Также изменения коснулись боковых и задней частей. Грузоподъёмность стала варьироваться от 650 до 720 кг. Интерьер частично позаимствован у Fiat Uno (327), произведённого в Бразилии. Также имеется информационно-развлекательная система UConnect 5 с 7-дюймовым сенсорным экраном, Bluetooth и беспроводной связью, совместимой с Apple CarPlay и Android Auto.

С 18 ноября 2020 года второе поколение Fiat Strada продаётся в Мексике под названием RAM 700 в комплектациях SLT, Bighorn и Laramie.

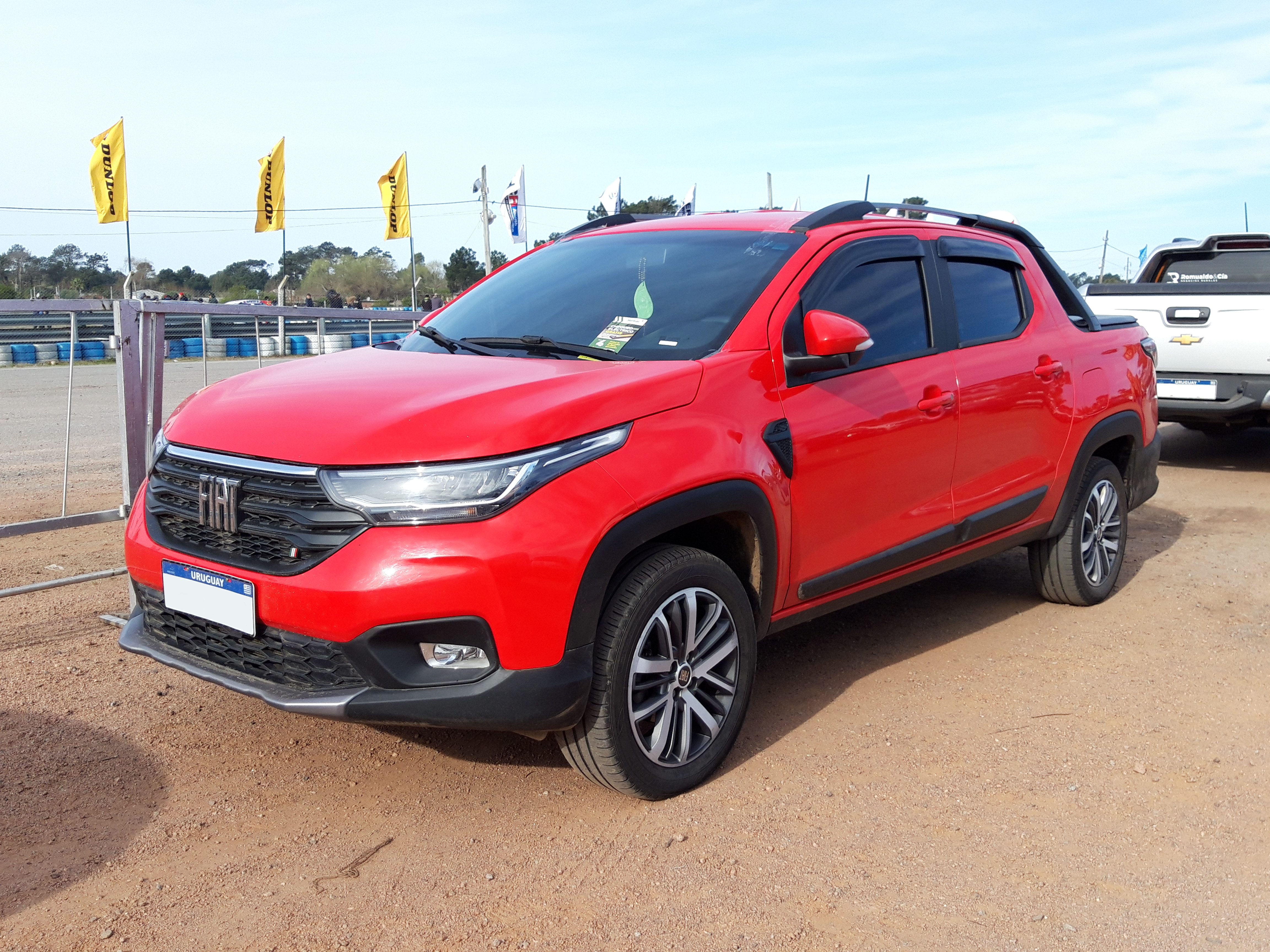
Вид спереди
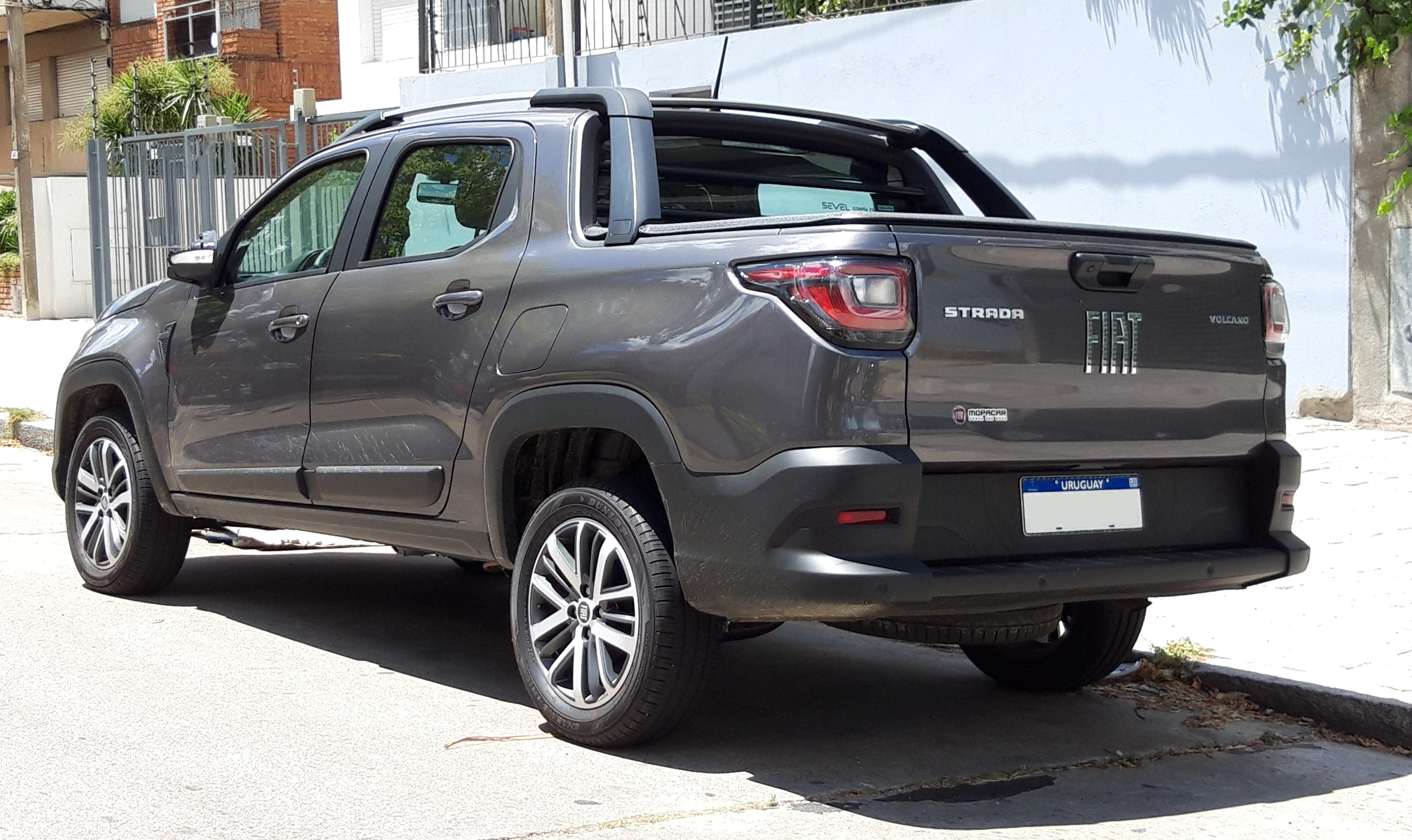
Вид сзади
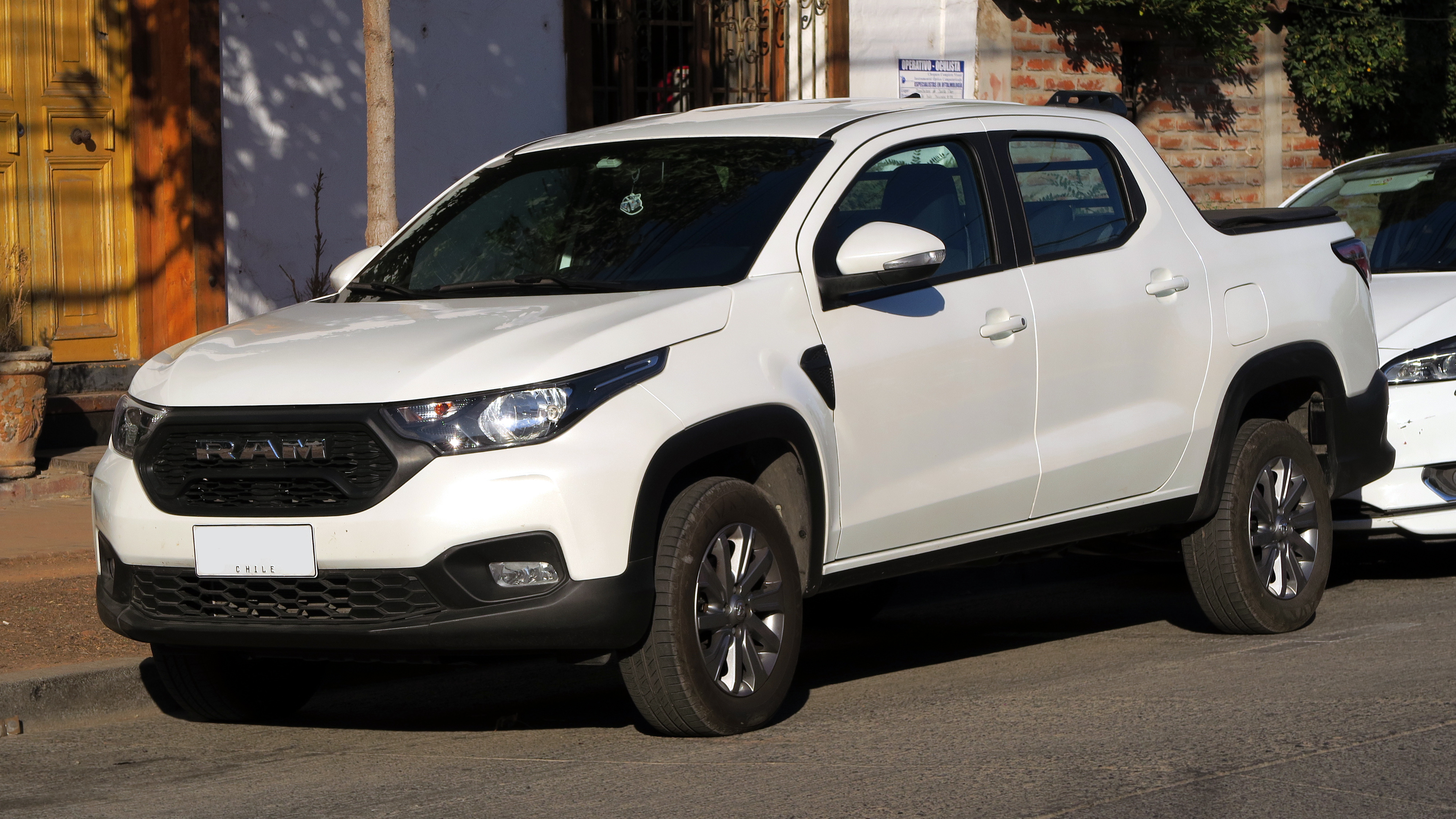
RAM 700

### Двигатели
В моторную гамму второго поколения Fiat Strada входят следующие двигатели: 1,4-литровый 8-клапанный Fire EVO Flex мощностью 85 л. с. на бензине и 88 л. с. на этаноле (в версии Endurance) и 1,3-литровый 8-клапанный Firefly Flex мощностью 101 л. с. на бензине и 109 л. с. на этаноле (в версиях Freedom, Volcano и Ranch). Оба двигателя сочетаются в паре с пятиступенчатой механической или же с бесступенчатой трансмиссией, имитирующей 7 передач. Также имеется система контроля тяги E-Locker. С августа 2023 года версии Ultra и Ranch оснащаются 1,0-литровым турбодвигателем мощностью 125 л. с. на бензине и 130 л. с. на этаноле, развивающим крутящий момент 20,4 кг⋅с. Двигатель сочетается в паре с бесступенчатой трансмиссией, имитирующей 7 передач.

### Безопасность
Fiat Strada оснащён 4 подушками безопасности, электронным контролем устойчивости (ESC), вентилируемыми передними дисковыми тормозами и барабанными тормозами сзади.

### Latin NCAP
В 2022 году латиноамериканская версия Fiat Strada с подушками безопасности и ESC получила 1 звезду от Latin NCAP в соответствии с новым протоколом (аналогично Euro NCAP 2014).

## См. также

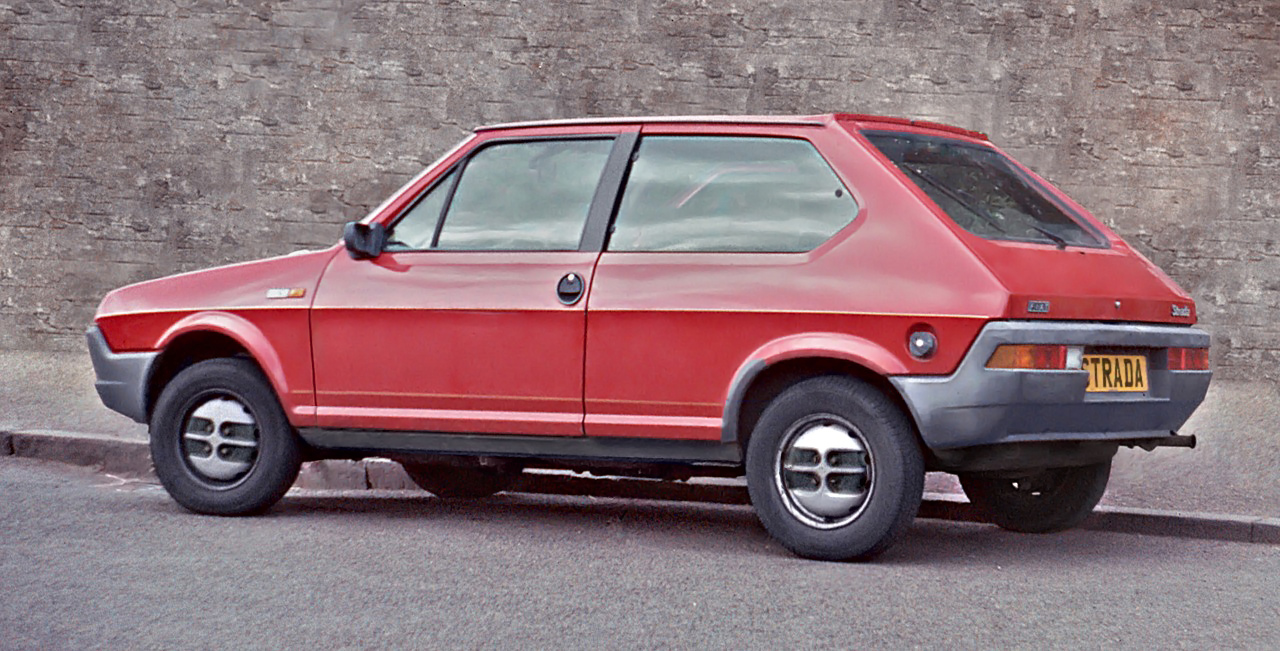
Fiat Ritmo 1980-х годов продавался на некоторых рынках под названием Fiat Strada

## Продажи
| Год  | Бразилия | Аргентина | Мексика | Мексика |
| Год  | Бразилия | Аргентина | Strada  | Ram 700 |
| ---- | -------- | --------- | ------- | ------- |
| 2006 | 42,344   |           | 78      |         |
| 2007 | 61,328   | 1,386     | 381     |         |
| 2008 | 71,929   | 833       | 429     |         |
| 2009 | 89,968   | 1,272     | 490     |         |
| 2010 | 116,794  | 3,292     | 540     |         |
| 2011 | 118,579  | 7,051     | 33      |         |
| 2012 | 117,455  | 7,659     | 229     |         |
| 2013 | 122,904  | 7,225     | 1,236   |         |
| 2014 | 153,130  | 5,652     | 716     |         |
| 2015 | 98,631   | 16,299    |         | 8,159   |
| 2016 | 59,449   | 13,882    |         | 11,940  |
| 2017 | 32,659   | 7,078     |         | 9,815   |
| 2018 | 67,227   | 5,799     |         | 9,797   |
| 2019 | 75,973   | 2,721     |         | 7,483   |
| 2020 | 80,030   | 2,408     |         | 8,011   |
| 2021 | 109,099  | 3,728     |         | 5,051   |
| 2022 | 112,456  | 3,872     |         | 8,087   |
| 2023 | 120,608  |           |         | 13,942  |